# Søren Møller (musicalskuespiller)
 For alternative betydninger, se Søren Møller. (Se også artikler, som begynder med Søren Møller)
Søren Møller (født 10. september 1971) er rektor på Det Danske Musicalakademi og teaterdirektør på Fredericia Teater.
Han blev uddannet til sanger fra Det Jyske Musikkonservatorium i Århus og har desuden en 3-årig uddannelse fra Complete Vocal Institute. Herudover har han læst dramaturgi på Aarhus Universitet i årene 1994-1995.

## Karriere
Han har været Vocal Coach på adskillige danske musicals og er desuden Executive comittee member og international vice-president af MTEA.

### Scenisk virke
- Understudy i Maya (Ridehuset Århus 1993)
- Danny Zuko i Grease (Musikhuset Århus 1994)
- Ensemble i Chess (Musikhuset Århus 1995)
- Hud Johnson i Hair (Ridehuset Århus 1996)
- Arbiter i Chess (Fredericia Teater + turné 2000)
- Jesus i Jesus Christ Superstar (Fredericia Teater 2001)
- Teen Angel, Johnny Casino og Kapelmester i Grease (Fredericia Teater 2003)
- Captain Walker i The Whos Tommy (Fredericia Teater + turné 2004)
- Benny i RENT (Fredericia Teater + turné 2005)

### Forsanger
- SoulOnly 1990 – 1995
- Days At The Lighthouse 1993-1996,
- Grease Show (1994 – 1999),
- StarPeople (1997-1999)
- Audia 1998 -

## Diskografi
- Days at the Lighthouse (1996)
- Audia – Great Dividing Strange (2005)